# Carlos Mac Allister
Carlos Javier Mac Allister (Santa Rosa, La Pampa; 6 de marzo de 1968) es un político y exfutbolista argentino. Debutó en Argentinos Juniors y se hizo famoso a nivel nacional por su desempeño en Boca Juniors durante los años 90. Su posición fue de defensor, específicamente marcador de punta izquierdo. Se retiró en Ferro Carril Oeste.
En octubre de 2013 fue elegido diputado nacional por la provincia de La Pampa, habiéndose postulado por el Frente Propuesta Federal (aliado del PRO). En 2015 fue designado como Secretario de Deportes de la Nación por el gobierno de Mauricio Macri.

## Trayectoria deportiva
Mac Allister debutó en Argentinos Juniors en 1985. 
El 9 de agosto de 1992 fue adquirido por Boca Juniors pero a mediados del año 1996, Carlos Salvador Bilardo (director técnico en ese entonces) dispuso su salida del club debido a sus bajos resultados. Se retiró del fútbol en 1999 en el Club Ferro Carril Oeste.
En su carrera ganó dos títulos: Torneo Apertura 1992 (Argentina) y Copa de Oro Sudamericana 1993, ambos con Boca Juniors.

### Selección nacional
Integró el combinado argentino que ganó la medalla de bronce en el torneo de fútbol de los Juegos Panamericanos de 1987. 
Fue convocado al equipo a finales de 1993 después de una humillante derrota ante Colombia el 5 de septiembre de 1993 en Buenos Aires, y participó en los siguientes partidos internacionales con el equipo nacional:
- 31 de octubre de 1993: empate 1–1 contra Australia.
- 17 de noviembre de 1993: victoria 1–0 contra Australia, jugado en Buenos Aires en el repechaje intercontinental para el Mundial 1994;
- 15 de diciembre de 1993: victoria 2–1 contra Alemania, jugado en Miami, Florida, en un partido amistoso.

Mac Allister, sin embargo, no fue seleccionado para disputar la Copa Mundial de Fútbol de 1994.

## Clubes
| Equipo                  | País      | Año       |
| ----------------------- | --------- | --------- |
| Argentinos Juniors      | Argentina | 1986-1992 |
| Boca Juniors            | Argentina | 1992-1996 |
| Racing Club             | Argentina | 1996-1998 |
| Club Ferro Carril Oeste | Argentina | 1999-2000 |

## Estadísticas
Datos actualizados al fin de la carrera deportiva.
| Argentinos Juniors Argentina |               |               |     |    |   |    |    |     |     |    |
| 1.ª | 1986-87       | 2             | 0   | -  | - | -  | -  | 2   | 0   |    |
| 1.ª | 1987-88       | 1             | 0   | -  | - | -  | -  | 1   | 0   |    |
| 1.ª | 1988-89       | 27            | 0   | -  | - | -  | -  | 27  | 0   |    |
| 1.ª | 1989-90       | 30            | 2   | -  | - | 6  | 0  | 36  | 2   |    |
| 1.ª | 1990-91       | 32            | 3   | -  | - | 4  | 0  | 36  | 3   |    |
| 1.ª | 1991-92       | 25            | 0   | -  | - | -  | -  | 25  | 0   |    |
| 1.ª | Total club    | 117           | 5   | 0  | 0 | 10 | 0  | 127 | 5   |    |
| Boca Juniors Argentina |               |               |     |    |   |    |    |     |     |    |
| 1.ª | 1992-93       | 36            | 2   | -  | - | 2  | 0  | 38  | 2   |    |
| 1.ª | 1993-94       | 31            | 1   | 3  | 0 | 13 | 3  | 47  | 4   |    |
| 1.ª | 1994-95       | 23            | 1   | -  | - | 6  | 0  | 29  | 1   |    |
| 1.ª | 1995-96       | 34            | 1   | -  | - | 2  | 0  | 36  | 1   |    |
| 1.ª | Total club    | 124           | 5   | 3  | 0 | 23 | 3  | 150 | 8   |    |
| Racing Club Argentina |               |               |     |    |   |    |    |     |     |    |
| 1.ª | 1996-97       | 19            | 0   | -  | - | 11 | 0  | 30  | 0   |    |
| 1.ª | 1997-98       | 29            | 0   | -  | - | 5  | 0  | 34  | 0   |    |
| 1.ª | Total club    | 48            | 0   | 0  | 0 | 16 | 0  | 64  | 0   |    |
| Ferro Carril Oeste Argentina |               |               |     |    |   |    |    |     |     |    |
| 1.ª | 1998-99       | 35            | 1   | -  | - | -  | -  | 35  | 1   |    |
| 1.ª | Total club    | 35            | 1   | 0  | 0 | 0  | 0  | 35  | 1   |    |
| Total carrera | Total carrera | Total carrera | 324 | 11 | 3 | 0  | 49 | 3   | 376 | 14 |
| (1) Incluye datos de la Copa Centenario de la AFA (1993-94). (2) Incluye datos de la Supercopa Sudamericana (1989, 1990, 1992, 1993, 1994, 1995, 1996, 1997), Copa de Oro Nicolás Leoz (1993), Copa Libertadores (1994, 1997), Copa Iberoamericana (1994). (3) No incluye goles en partidos amistosos. |               |               |     |    |   |    |    |     |     |    |

### Selección nacional
| Selección | Año   | Amistoso | Amistoso | Eliminatorias | Eliminatorias | Total | Total |
| Selección | Año   | PJ       | G        | PJ            | G             | PJ    | G     |
| --------- | ----- | -------- | -------- | ------------- | ------------- | ----- | ----- |
| Argentina | 1993  | 1        | 0        | 2             | 0             | 3     | 0     |
| Argentina | Total | 1        | 0        | 2             | 0             | 3     | 0     |

### Resumen estadístico
| Competición            | Encuentros | Goles | Promedio |
| ---------------------- | ---------- | ----- | -------- |
| Primera División       | 324        | 11    | 0,03     |
| Copas nacionales       | 3          | 0     | 0,00     |
| Copas internacionales  | 49         | 3     | 0,06     |
| Selección de Argentina | 3          | 0     | 0,00     |
| Total                  | 379        | 14    | 0,03     |

## Títulos

### Campeonatos nacionales
| Título           | Club         | País      | Año    |
| ---------------- | ------------ | --------- | ------ |
| Primera División | Boca Juniors | Argentina | A-1992 |

### Copas internacionales
| Título      | Club         | Sede Final   | Año  |
| ----------- | ------------ | ------------ | ---- |
| Copa de Oro | Boca Juniors | Buenos Aires | 1993 |

## Carrera política
Como Diputado Nacional, Mac Allister apoyó el proyecto de modificar la sección acerca de delitos viales del Código Penal Argentino y votó en contra de la creación de la  Universidad Nacional de Hurlingham.
Fueron de su autoría los proyectos presentados para otorgar una pensión mensual a los deportistas argentinos mayores de 50 años que se han consagrado campeones mundiales representando al país,
y para adaptar la actual versión del Himno Nacional Argentino que se canta en los encuentros deportivos internacionales, con el fin de que se interprete el fragmento de la canción que contiene letra.
En 2018 un informe de El Trece reveló acusaciones contra la gestión del titular de la Secretaría de Deportes de la Nación. En aquella ocasión hubo denuncias de presuntas contrataciones irregulares, discrecionalidad de subsidios y tráfico de influencias durante su gestión al frente del organismo público, lo que derivó en que el juez Ariel Lijo iniciase una investigación para aclarar el asunto.
Renunció a su cargo en octubre de 2018, afirmando que quería emplear su tiempo para realizar una campaña para convertirse en gobernador de la provincia de La Pampa.
Se presentó en febrero de 2019 en las elecciones primarias de Cambiemos La Pampa como aspirante a candidato a gobernador del PRO, pero fue contundentemente derrotado por Daniel Kroneberger, el candidato de la UCR, que duplicó sus votos recibidos.

## Controversias
En 2016 fue denunciado por el uso del predio de Tecnópolis con fines privados por "malversación de fondos públicos y peculado como los integrantes del anterior gobierno" durante una visita al predio de Villa Martelli, al que accedieron en forma privada junto a sus hijos. El sábado 1 de octubre de ese año el parque abrió dos horas antes sus puertas para uso exclusivo de hijos de funcionarios, entre ellos ministros y secretarios de gobierno. A raíz de ello los visitantes debieron esperar la finalización del evento. Asimismo, durante la semana anterior se mantuvieron cerradas zonas para preparlas especialmente y se armaron espacios que, luego de que fueron usados, fueron desarmados. Sin embargo, fue sobreseído al igual que todos los demás denunciados.
Como secretario de deportes cerró el programa "Líderes deportivos". El plan Líderes venía desarrollándose ininterrumpidamente desde 2010 en 65 barrios de todo el país, ofreciendo a aproximadamente 1200 jóvenes (datos 2015) cursos de formación y capacitación en el deporte social, la recreación, y otras áreas para desempeñarse como promotores deportivos y culturales en sus comunidades También se denunció que fue cesanteado el entrenador nacional de yachting que formó parte de cinco campañas olímpicas en esta disciplina donde obtuvo cinco medallas consecutivas y ya había clasificado a cuatro equipos para los Juegos de Río de Janeiro. Dicho cierre trajo un enorme alivio financiero al estado.
En 2017 se denunciaron casos de abuso sexual en el Club Deportivo Mac Allister, propiedad de él y su hermano. Los abusos habrían tenido lugar dentro del club. Siempre según los medios periodísticos, el entrenador acusado habría sido protegido por Mac Allister, probablemente por ser copartícipe. Según una de las madres denunciantes el entrenador acusado había sido apartado por una situación con un menor pero luego se lo volvió a contratar. Finalmente, nadie pudo aportar ni una sola prueba de todas estas acusaciones y la justicia sobreseyó.

## Vida personal
Es padre de los futbolistas Kevin, Francis y Alexis Mac Allister. También tuvo una hija extramatrimonial, Abril, a quien reconoció como propia tras un conflicto judicial con su madre.
En 2022 fue denunciado por Patricia Suárez, la madre de la hija extramarital, por violencia de género. Al dar su testimonio, la mujer relató que, en su momento, el exfutbolista la había presionado para que abortara a su hija, debido a que no deseaba reconocer la infidelidad ante su esposa. Además denunció haber sido golpeada por él en diversas ocasiones. Posteriormente, la denuncia fue ampliada con la acusación de abuso sexual, señalando que los abusos habrían ocurrido incluso durante su embarazo.